# Francis Jeffrey
Francis Jeffrey, född 23 oktober 1773, död 26 januari 1850, var en skotsk kritiker och jurist.
Jeffrey grundade 1802 den ansedda 1929 nedlagda tidskriften Edinburgh Review och var 1803-29 dess utgivare. Här utövade Jeffrey i omkring 200 egna essayer en kvick, ofta hätsk, litterär kritik, som till och med ådrog honom dueller med George Gordon Byron och Thomas Moore. Den litterära framgången förskaffade Jeffrey också en stor advokatpraktik. Från 1834 var han ledamot av Skottlands högsta domstol, och adlades.